# Mileta Rajović
Mileta Rajović (Ballerup, Dinamarca, 17 de julio de 1999) es un futbolista danés que juega de delantero en el Legia de Varsovia de la Ekstraklasa polaca.

## Trayectoria
Nacido en Ballerup, un suburbio al noroeste de Copenhague, Rajović es de origen montenegrino. Después de pasar por las categorías inferiores del Brøndby IF, el Akademisk Boldklub y el Randers FC, en septiembre de 2018 pasó las pruebas y fichó por el B.93 de la Primera División de Dinamarca. En enero de 2019, se trasladó al HB Køge tras firmar un contrato hasta final de temporada, pero fue liberado cuando su contrato expiró al concluir la campaña, disputando un único partido de liga con el HBK. Se unió al Roskilde en el verano de 2019 y acordó un contrato de un año con el club en septiembre del mismo año.
Rajović fichó por el Næstved en enero de 2021. Tuvo un buen debut con el equipo en la Segunda División de Dinamarca, marcando 12 goles en sus primeros 17 partidos de la temporada, renovando su contrato en octubre. Al final de la temporada 2021-22 había anotado 18 goles en 27 partidos, siendo uno de los principales artífices del ascenso del Næstved a la Primera División y recibiendo el premio al Mejor Jugador del Año del club. En diciembre de 2022, se rumoreó que varios clubes de la Superliga danesa y la Allsvenskan sueca, entre ellos el IFK Göteborg, estaban interesados en fichar al delantero danés. Después de acumular 30 goles en 58 partidos con el Næstved, el 9 de diciembre de 2022 fue vendido al Kalmar FF sueco por una cantidad no revelada, pero que según director deportivo del Næstved, Peter Dinesen, supuso un nuevo récord en traspasos para el club. Rajović firmó un contrato de tres años y medio y sus cuatro primeras apariciones con el Kalmar fueron en la Copa de Suecia, en la que marcó cinco goles.
El 25 de agosto de 2023, Rajović fichó por el Watford FC de la EFL Championship inglesa, con un contrato de cinco años y un importe no revelado a los medios de comunicación, pero estimado en un millón de libras esterlinas. Debutó como suplente en la derrota por 1-0 ante el Blackburn Rovers el 27 de agosto, y marcó dos goles en su primer partido como titular la semana siguiente, en el empate a domicilio por 3-3 frente al Coventry City. El 11 de noviembre de 2023, Rajović marcó los dos primeros goles en la goleada por 5-0 en casa ante el Rotherham United, lo que supuso la sexta victoria consecutiva del club. A pesar de que solo fue titular en 17 de sus 43 partidos en la temporada 2023-24, terminó como máximo goleador con 11 goles en todas las competiciones. El 2 de septiembre de 2024 Rajović regresó a su antiguo club, el Brøndby, cedido para el resto de la temporada 2024-25.
El 15 de julio de 2025, Rajović firmó un contrato de cuatro años con el Legia de Varsovia de la Ekstraklasa polaca, por un importe de 3 millones de euros, lo que convirtió a Rajović en el fichaje más caro de la historia de la liga. Firmó hasta la temporada 2028/29. Su debut tuvo lugar el 27 de julio de 2025 en la victoria a domicilio por 0-2 contra el Korona Kielce, entrando como sustituto de Jean-Pierre Nsame en el minuto 63.